# Нитка

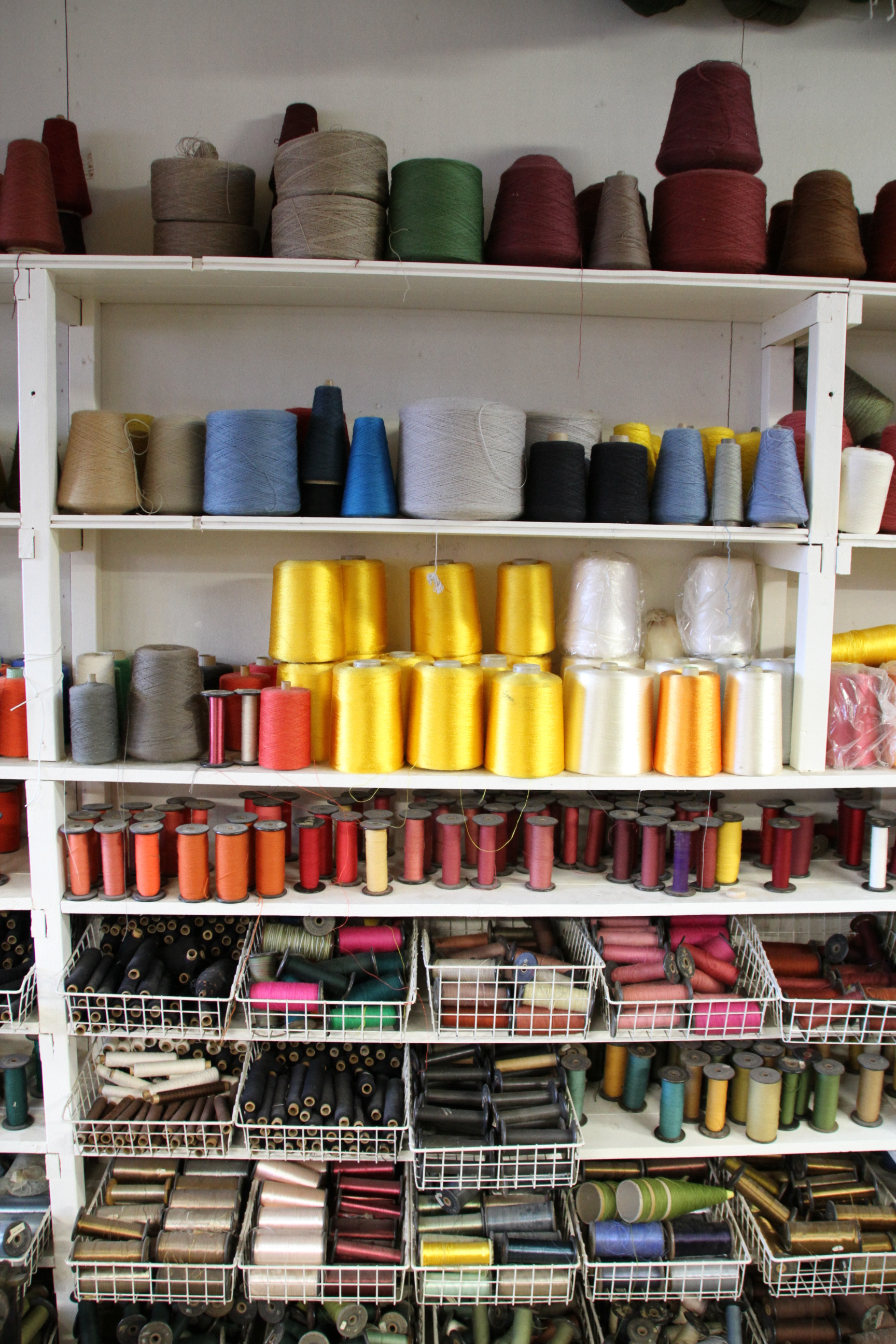
Різні нитки намотані на котушки

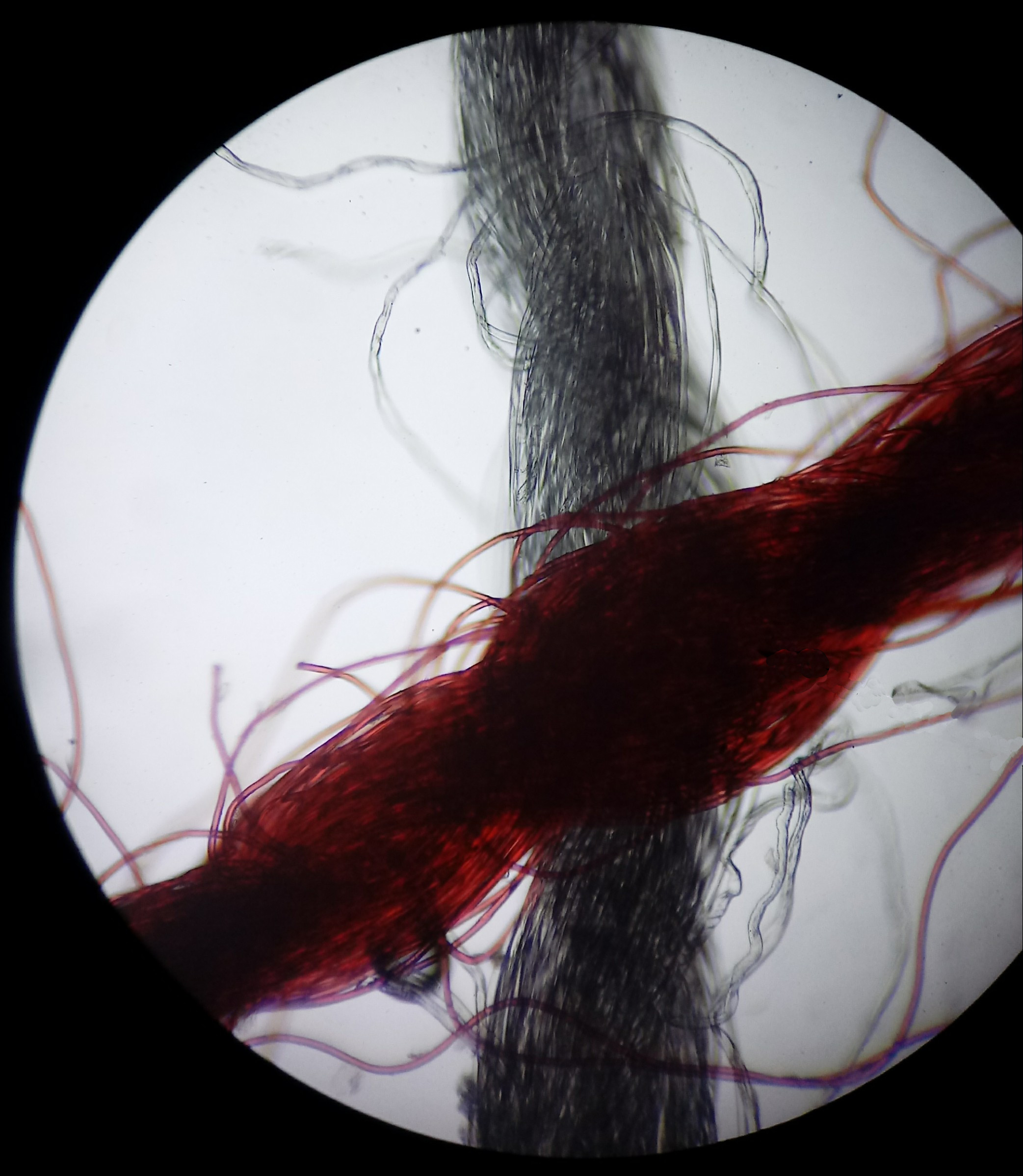
Дві нитки під світловим мікроскопом

Ни́тка — гнучкий, тонкий і довгастий об'єкт, чия довжина в рази перевершує товщину. Природними аналогами нитки є волосся або павутина, які, втім, можуть використовуватися як матеріал для нитки (вовняна або шовкова нитка). При перекладі з інших мов іноді нитка зближується з струною (тар), однак нитка не видає звук і акцентує смисловий момент зв'язку (див. нитка розжарення, хірургічний шовний матеріал) і натягу (зубна нитка). Ці аспекти укладені в символіці білої і червоної нитки. Ідіома «шито білими нитками» зазвичай має на увазі сумнівну послідовність, натягнутість і фальсифікацію, тоді як «проходити червоною ниткою» означає демонструвати внутрішню єдність. Завдяки міфологічному образу Нитки Аріадни (дотримуючись якої Тезей зміг вибратися з лабіринту Мінотавра) нитка може набувати значення путівника (справжня нитка Аріадни). Образ нитки також тісно пов'язаний з мойрами.
Сама по собі нитка також може розглядатися як текстильний матеріал, що має волокнисту структуру (нитки)
Нитка слугувала одиницею ліку пряжі: її визначали як довжину нитки, що виходила при обведенні її навколо мотовила. 3 нитки складали 1 чисницю, 10 чисниць — 1 пасмо, 10 пасом — десяток, 2 десятки — півміток, 2 півмітки — міток.